# Xã Lotts Creek, Quận Kossuth, Iowa
Xã Lotts Creek (tiếng Anh: Lotts Creek Township) là một xã thuộc quận Kossuth, tiểu bang Iowa, Hoa Kỳ. Năm 2010, dân số của xã này là 207 người.